# Liste der Monuments historiques in Raucourt-et-Flaba
Die Liste der Monuments historiques in Raucourt-et-Flaba führt die Monuments historiques in der französischen Gemeinde Raucourt-et-Flaba auf.

## Liste der Objekte
| Bezeichnung | Beschreibung           | Standort                                  | Kennzeichnung | Schutzstatus | Datum | Bild |
| ----------- | ---------------------- | ----------------------------------------- | ------------- | ------------ | ----- | ---- |
| Taufbecken  | Stein, 11. Jahrhundert | Raucourt, in der Kirche St-Nicaise (Lage) | PM08000409    | Classé       | 1908  |      |